# Amsatou Sow Sidibé
 (décembre 2014).
Si vous disposez d'ouvrages ou d'articles de référence ou si vous connaissez des sites web de qualité traitant du thème abordé ici, merci de compléter l'article en donnant les références utiles à sa vérifiabilité et en les liant à la section « Notes et références ».
Pour les articles homonymes, voir Sow et Sidibé.

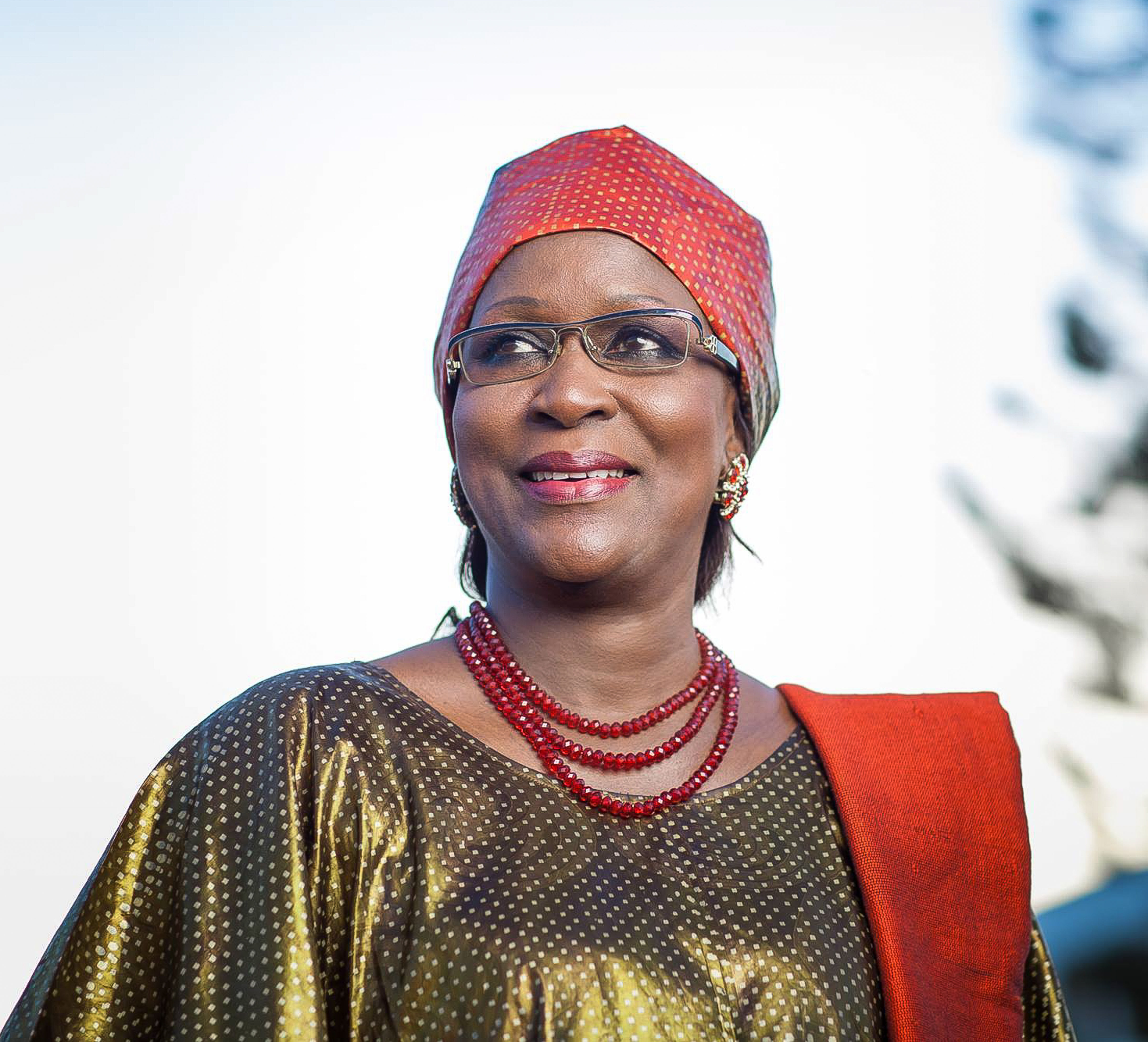
Amsatou Sow Sidibé en 2018.

Amsatou Sow Sidibé, née le 14 octobre 1953 à Dakar au Sénégal, est une universitaire, première femme sénégalaise agrégée en sciences juridiques et politiques. Connue pour avoir été la première femme candidate à l’élection présidentielle de son pays en 2012 et pour son engagement en faveur des droits humains. Elle est également professeure de droit à l'université Cheikh-Anta-Diop de Dakar. Où elle dirige l'institut des Droits de l'Homme et de la paix, et préside la Commission nationale des droits de l'Homme (CNDH) du Sénégal. Elle a été ministre et conseillère du président, chargée des droits humains et de la paix au sein du gouvernement de Macky Sall (2013-2016).

## Biographie

### Formation et carrière académique
Après l’école primaire à Berthe Maubert, Amsatou Sow Sidibé a fréquenté le lycée John-Fitzgerald-Kennedy avant d’être orientée à la faculté des sciences juridiques et économiques de l’université de Dakar. La licence en sciences juridiques obtenue, elle se rend en France, à l’université de Paris II Panthéon Assas en 1987, où elle a soutenu avec succès sa thèse de doctorat d’État en droit, primée par l’université de Paris II et publiée à la L.G.D.J Paris.
La professeure Amsatou Sow Sidibé est diplômée de l’Académie de Droit International de la Haye (1988), et certifiée de Droit et Economie des pays d’Afrique (1978). Elle a réussi au concours d’agrégation du Conseil africain et malgache pour l'enseignement supérieur (CAMES) en 1993, et est devenue professeure titulaire des universités en 2003. Professeure titulaire de classe exceptionnelle, elle capitalise trente-huit (38) années de carrière universitaire au cours desquelles elle a formé des générations d’étudiants et de hauts cadres sénégalais, africains et d’ailleurs.

## Carrière politique
La vie associative commence chez elle à l’adolescence où elle a fréquenté les Âmes vaillantes et cœurs vaillants. Étudiante, elle est déléguée de classe et orientée vers les idées humanistes. Elle est membre de l'Association de juristes sénégalaises depuis 1980, et membre de la Fédération de juristes africaines. Elle a participé à la conférence mondiale des femmes de Beijing en 1995.
Membre actif de la société civile pendant plusieurs années, c'est en 2010 qu'Amsatou Sow Sidibé fait véritablement son entrée en politique en créant son propre parti Mouvement Citoyen Convergence des acteurs pour la Défense des Valeurs Républicaines (Mouvement Citoyen CAR LENEEN (Rupture). Elle se présente à l'élection présidentielle sénégalaise de 2012,, devenant la première femme  a briguer le poste de présidente au Sénégal. Lors du second tour de la présidentielle de 2012, son parti s'allie au Benno Bokk Yakkar pour soutenir une candidature unique, celle de l'Alliance pour la République (APR) du président Macky Sall,.

## Engagements civiques

### Droits des femmes et des enfants
Amsatou Sow Sidibé dirige l’Institut des droits de l’homme et de la paix de l’université Cheikh-Anta-Diop, où elle a contribué à la formation de milliers de cadres sénégalais. Elle préside également le Convergence des acteurs pour la défense des valeurs républicaines (C.A.R Lenen) et le Réseau africain des femmes travailleuses (RAFET), présent dans plus de 40 localités au Sénégal et dans plusieurs pays africains. Elle a notamment participé à l’élaboration de la première proposition de loi contre les violences faites aux femmes au Sénégal.
Par décret n° 2025-581 du 28 mars 2025, Sow Sidibé est nommée présidente de la Commission nationale des droits de l’homme (CNDH), en remplacement du Comité sénégalais des droits de l’homme (CSDH), pour un mandat de six ans, par Bassirou Diomaye Faye,.
En juillet 2025, elle est élue vice-présidente du Réseau Ouest-Africain des Institutions nationales des droits de l’Homme à l'issue d'une consultation tenue à Abuja au Nigéria.

### Femme de paix
La professeure Amsatou Sow Sidibé a été proposée par « 1 000 femmes » pour le prix Nobel de la paix en 2005 car c’est une militante pour la paix. Médiatrice, elle a contribué à apaiser de nombreux conflits dans les milieux scolaire, universitaire et professionnel. Elle est membre du groupe des Intellectuels africains pour la paix en Afrique, et a participé à la recherche de la paix dans son pays et en République de Côte d’Ivoire.
Consciente que le processus de paix en Casamance se poursuivra avec l’implication totale de tous, mais en particulier des femmes, elle a créé l'Espace dialogue vérité et réconciliation (EDVR) pour la paix définitive en Casamance. Elle a ainsi fortement contribué à l’instauration de l’accalmie en Casamance.
Le dialogue politique fait partie de ses principaux centres d’intérêt. Amsatou Sow est désignée ambassadrice de la Paix par la FPU.

### Juriste et droits-de-l'hommise
Amsatou Sow Sidibé est une fervente défenseur des droits humains, ainsi qu’en témoigne l’académicien Jean-Christophe Rufin, ancien ambassadeur de France. Celui-ci, au moment de lui remettre l’insigne de chevalier de la Légion d’honneur française disait :

« Le professeur Amsatou Sow Sidibé… appartient à une catégorie de juristes qui ouvrent de nouveaux horizons pour le droit, défrichent de nouveaux champs, forgent de nouveaux outils appliqués à la réalité mouvante des sociétés en évolution. La juriste a milité longtemps dans l’action humanitaire et a évolué dans le droit international humanitaire. Le professeur Amsatou Sow Sidibé appartient à l’armée pacifique des découvreurs. Son terrain n’a pas été la guerre mais un autre sujet négligé : le droit des femmes et des enfants. Elle met clairement en lumière la question des mutilations génitales, celles des femmes face à la violence, celle des femmes dans les conflits et le rôle positif des femmes dans la promotion de la parité. Le professeur Amsatou Sow Sidibé est une juriste habituée au combat pour la restauration des droits humains et de la paix sociale »

Tout comme dans « SOS Droit à l’Éducation » pour le droit fondamental à l’éducation, elle a aidé, avec ses collègues membres de l’association, l’école sénégalaise à maintes reprises. La médiation dans les conflits fonciers fait partie de ses centres d’intérêt. Amsatou Sow Sidibé est présidente de l’Association humaniste pour une citoyenneté solidaire.

## Distinctions
- Commandeur de l'ordre du Mérite du Sénégal (1998)[14].
- Chevalier de l'ordre national du Tchad (2005)
- Lauréate de l'université de Paris II (prix de thèse de doctorat d’État, 1988)
- Chevalier de la Légion d'honneur française (2009).

## Publications
- Amsatou Sow Sidibé, Droit civil sénégalais: introduction à l'étude du droit état des personnes et famille, l'Harmattan Sénégal, 2024 (ISBN 978-2-336-48337-5).
- Abraham Bengaly, La protection juridictionnelle des droits de l'homme au Mali, L'Harmattan Mali, 2015 (ISBN 978-2-343-05580-0).
- Amsatou Sow Sidibé, Le pluralisme juridique en Afrique, Librairie Générale de Droit et de Jurisprudence, coll. « Bibliothèque africaine et malgache », 1991 (ISBN 978-2-275-00652-9);
- Charles Agence universitaire de la francophonie, Genre, inégalités et religion, Éd. des Archives contemporaines Agence universitaire de la francophonie, coll. « AS actualité scientifique », 2007 (ISBN 978-2-914610-38-4).
- « La Protection pénale des femmes contre les violences : Quelle politique criminelle ? » dans Nouvelles questions féministes, vol. 28 (2), 2009
- « Genre, inégalités et religion ». Actes du premier colloque inter-Réseaux du programme thématique Aspects de l'État de Droit et Démocratie. Sous la responsabilité scientifique de Amsatou Sow Sidibé, Paris, Éditions des Archives Contemporaines - AUF, 2007, 459 p.
- « Pourquoi une loi sur la parité au Sénégal ? » in Le Soleil, 23 mars 2007.
- « L'évolution de l'autorité dans les familles sénégalaises », Revue Afrique Juridique et Politique, volume 2, numéro 1, janvier-juin 2003, pages 125 à 170.
- « Le droit à l'épreuve du VIH » in Psychopathologie africaine, Vol. XXXI - no 2 - 2001-2002, page 19U218.
- « François Mitterrand, Démocratie et Droits de l'Homme en Afrique » in Actes du Colloque de Dakar-Mitterrand et l'Afrique, Dakar, 1999, p. 107.
- « Politique juridique et État de Droit au Sénégal : l'exemple du droit familial » in Etat de droit, Droits fondamentaux et diversité culturelles. Textes recueillis par P. ARSAC, J-L CHABOT, H. PALLARD ; Paris, l'Harmattan, 1999. pp. 165 et suiv.
- « Mutilations génitales féminines et droits de la femme au Sénégal » in DURAND, POIRIER et ROYER. La douleur et le droit : cas des mutilations pratiquées sur les femmes au Sénégal. P.U.F., 1997, p. 353 et suiv.
- « L'adoption au Sénégal et en Afrique Francophone » in Revue internationale de droit comparé, 1993, no 1. p. 129 et suiv.)
- SOW SIDIBÉ, Amsatou. 1991. Le Pluralisme Juridique en Afrique : L'exemple du droit successoral sénégalais. LGDJ-Paris.
- « Le concubinage au Sénégal et en Afrique Francophone » in Des Concubinages dans le Monde, éd. CNRS, 1990, pp. 217 et suiv.
- « L'excuse de provocation dans l'homicide entre conjoints en droit sénégalais » in Revue de l'Association Sénégalaise du Droit Pénal, 1993, n° 1, pp. 7 et suiv.